# Goldeck Textil
Die Goldeck Textil GmbH ist ein österreichisches Unternehmen mit Hauptsitz in Seeboden am Millstätter See (Kärnten), das im Jahr 1948 von August Mayer sen. zur Steppdeckenproduktion gegründet wurde. Bekannt ist das Unternehmen für seine vier Marken G-LOFT, Carinthia, Goldeck Austria und BluTimes-Wasserbetten.

## Geschichte

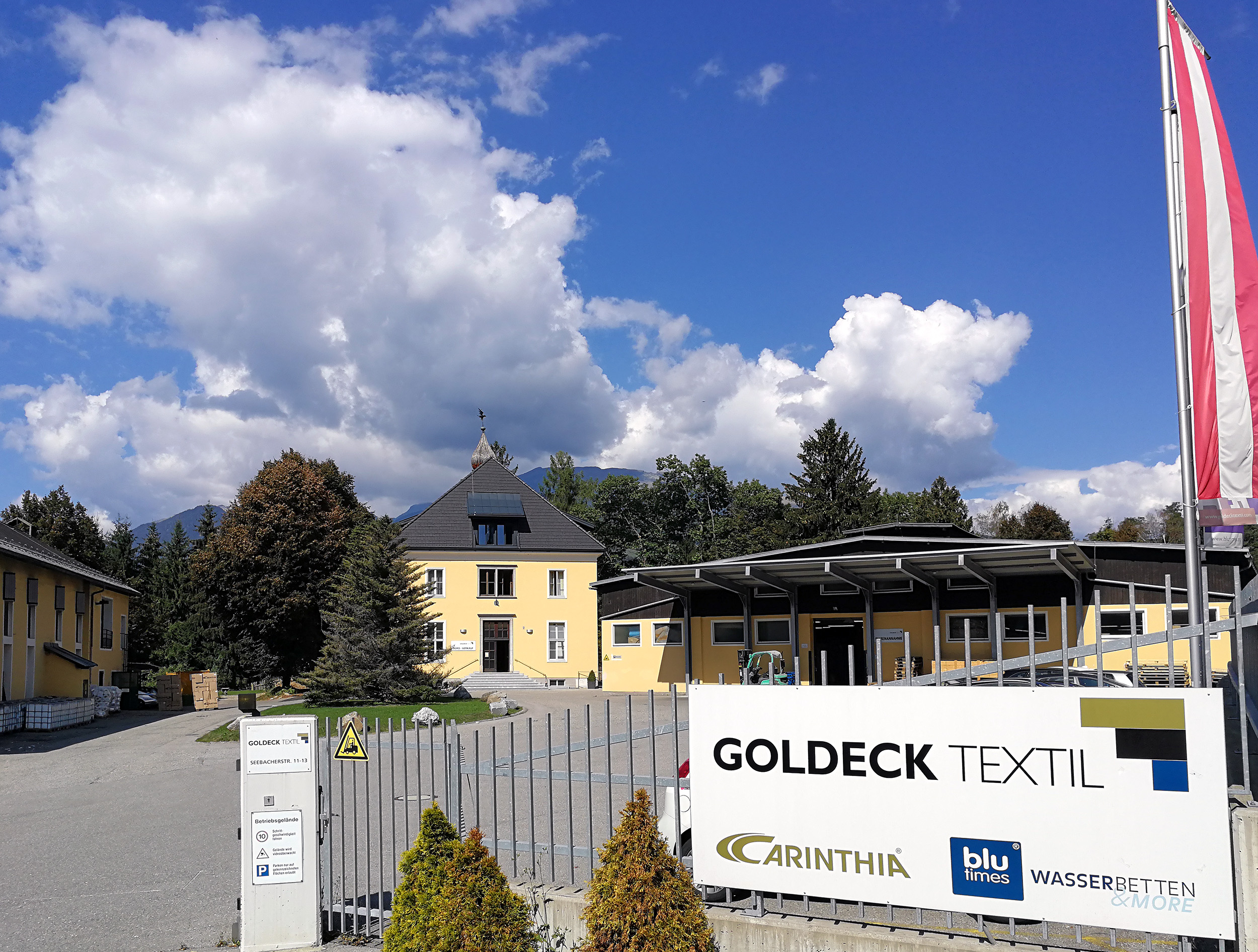
Firmensitz und Zentrale in Seeboden am Millstätter See, Kärnten

Die Unternehmensgeschichte beginnt im Jahr 1947, als der Vater des heutigen Eigentümers, August Mayer sen., mit einer geliehenen Nähmaschine Steppdecken herstellte. [An anderer Stelle wird die Unternehmensgründung auf 1948 datiert.] Sohn Augustin Mayer übernahm das väterliche Unternehmen 1971, schon damals mit der Erfindung einer neuartigen synthetischen Faser als langfristiges Ziel. Aus Platzgründen und mit hohem finanziellen Risiko erfolgte die Übersiedlung von Spittal an der Drau in das nahegelegene Seeboden am Millstätter See, wo Augustin Mayer im Alter von Anfang 20 mit bereits fünf Mitarbeitern Bettdecken und Kopfpolster fertigte.
Die Entwicklung einer synthetischen Isolationsfaser stand seit Beginn seiner unternehmerischen Tätigkeit im Fokus Augustin Mayers. Zu diesem Zweck wurde 1982 direkt am Firmensitz eine eigene Vlies-Anlage entwickelt – daraus hervor ging schließlich die Polyester-Faser G-LOFT, die anfangs als Schlafsackfüllung verarbeitet wurde, mittlerweile aber den Kern aller Produkte des Unternehmens bildet.
2018 beschäftigte das Unternehmen insgesamt rund 350 Mitarbeiterinnen und Mitarbeiter an drei Standorten – davon ca. 56 in Seeboden. Seit 2010 gehört die Wasserbetten-Marke BluTimes zum Portfolio von Goldeck Textil.
Augustin Mayer arbeitet – auf eigener Landwirtschaft – an Hanf als Basis neuer Goldeck-Produkte. 2017 wurde Augustin Mayer vom Fachverband der Textil- und Bekleidungsindustrie zum Unternehmer des Jahres gekürt. Goldeck Textil erwirtschaftete 2017 einen Umsatz von rund 43,5 Millionen Euro und belegte 2018 Rang 17 der „Austria’s Leading Companies“ in der Kategorie „International tätige Unternehmen“.

## Standorte
Goldeck Textil betreibt neben dem Firmenhauptsitz in Österreich seit den 1990er-Jahren zwei Produktionsstätten in der Slowakei (Tatra Textil S.r.o.) sowie eine in Moldawien (Codreanca S.a.).

## Produkte & Marken

### G-LOFT
Thermoisolationsfaser
Die Zwei-Komponenten-Polyester-Faser ist eine Entwicklung von Goldeck Textil und findet sich in allen anderen Produkten des Unternehmens wieder. Sie wurde in Anlehnung an das Fell von Eisbären als Hohlfaser konzipiert und verspricht dadurch gegenüber Naturfasern laut Hersteller zahlreiche Vorteile wie etwa ein besonders geringes Gewicht und die Unempfindlichkeit gegenüber Feuchtigkeit und Kompression. Goldeck Textil bietet außerdem eine spezielle Variante des G-LOFT-Vlieses an, die nach der Norm EN ISO 14116 flammhemmend wirkt.

### Carinthia
Schlafsäcke & Kälteschutzbekleidung
Unter dem Label Carinthia vermarktet Goldeck Textil seit 1983 Schlafsäcke und dehnte das G-LOFT-isolierte Produktsortiment später auf Outdoor- und Funktionsbekleidung aus. Die Unternehmenssparte für professionelle Abnehmer stattet zahlreiche europäische Einsatzorganisationen wie Polizei, Feuerwehr und Armeen mit Schlafsäcken und Spezialbekleidung aus. 2013 belief sich der Umsatz alleine von Carinthia auf rund 15 Millionen Euro.

### Goldeck Austria
Bettwaren
Die Faser-Eigenentwicklung G-LOFT findet sich ebenfalls in Bettwaren wie Kopfpolster, Bettdecken und Unterbetten der Tochtermarke Goldeck Austria.

### BluTimes
Wasserbetten
Goldeck Textil vermarktet Wasserbetten unter der Marke BluTimes.